# Jean-Christophe Rolland
Jean-Christophe Rolland (Condrieu, 3 luglio 1968) è un ex canottiere francese.
Ha partecipato a tre edizioni dei giochi olimpici (1992, 1996 e 2000) conquistando due medaglie.
Dal 1994 è membro della Federazione Internazionale Canottaggio, di cui è presidente dal 2 settembre 2013.

## Palmarès
Olimpiadi
- 2 medaglie:
  - 1 oro (due senza a Sydney 2000)
  - 1 bronzo (due senza ad Atlanta 1996)